# 納羅爾
納羅爾（Narol）是波蘭的一座城市。2009年，有人口2,109人。

## 外部連結
- Official town webpage （页面存档备份，存于）
- 波蘭語：

50°21′01″N 23°19′38″E / 50.35028°N 23.32722°E